# Ґрендзець
Ґрендзець (пол. Grędziec) — село в Польщі, у гміні Варниці Пижицького повіту Західнопоморського воєводства.
Населення — 64 особи (2011).
У 1975-1998 роках село належало до Щецинського воєводства.

## Демографія
Демографічна структура станом на 31 березня 2011 року:
|          | Загалом | Допрацездатний вік | Працездатний вік | Постпрацездатний вік |
| -------- | ------- | ------------------ | ---------------- | -------------------- |
| Чоловіки | 35      | 7                  | 22               | 6                    |
| Жінки    | 29      | 4                  | 18               | 7                    |
| Разом    | 64      | 11                 | 40               | 13                   |